# Sárga pingvinek

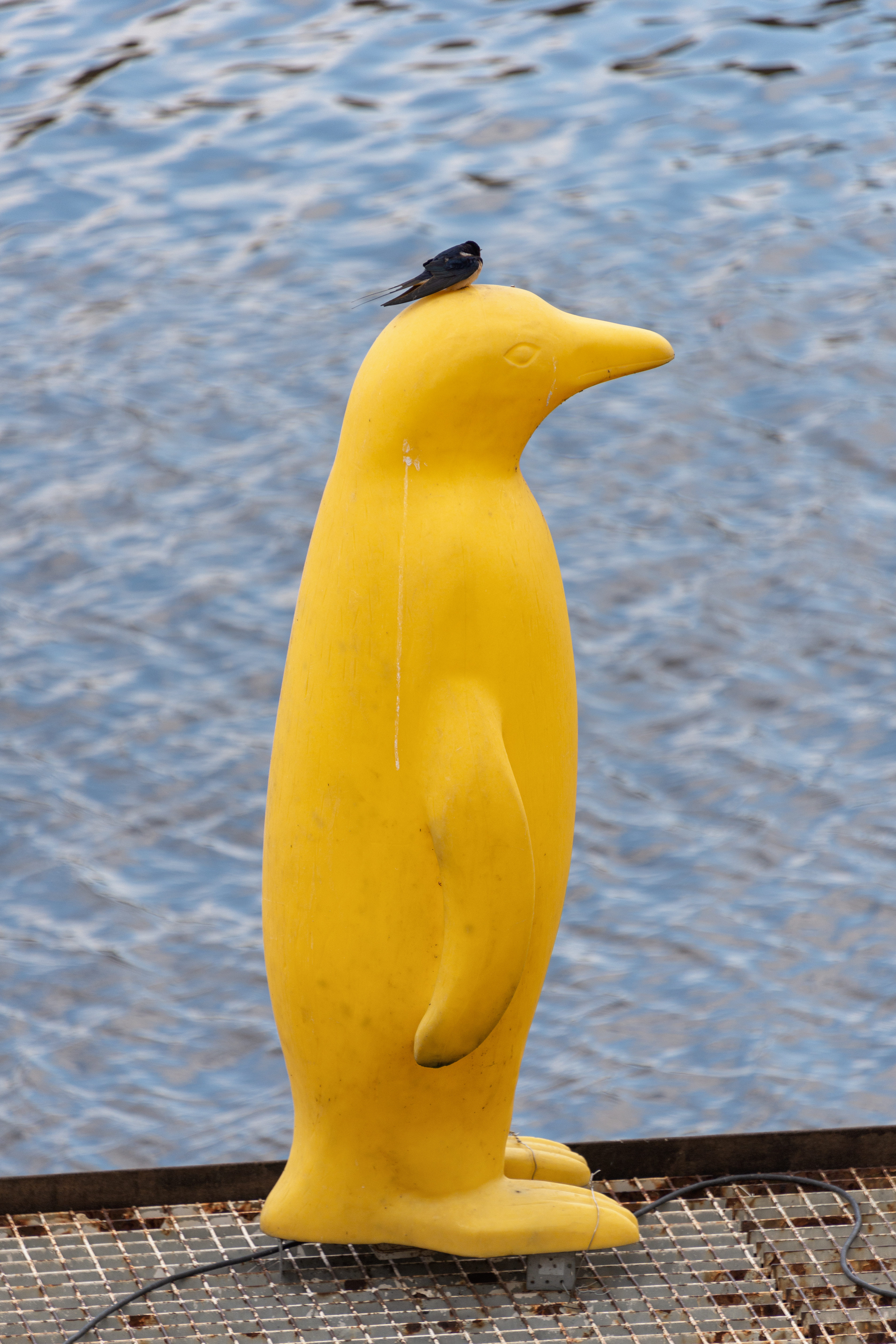
Egy pingvin

A Kampa Múzeum előtt a Čertovka partján 34 sárga pingvin sorakozik. A foszforeszkáló állatkákat a Cracking Art Group készítette újrahasznosított műanyagokból.
A teljesen egyforma pingvineket kábel kapcsolja a városi elektromos hálózatra.